# Platyrhiza quadricolor
Platyrhiza quadricolor är en orkidéart som beskrevs av João Barbosa Rodrigues. Platyrhiza quadricolor ingår i släktet Platyrhiza och familjen orkidéer. Inga underarter finns listade i Catalogue of Life.

## Bildgalleri

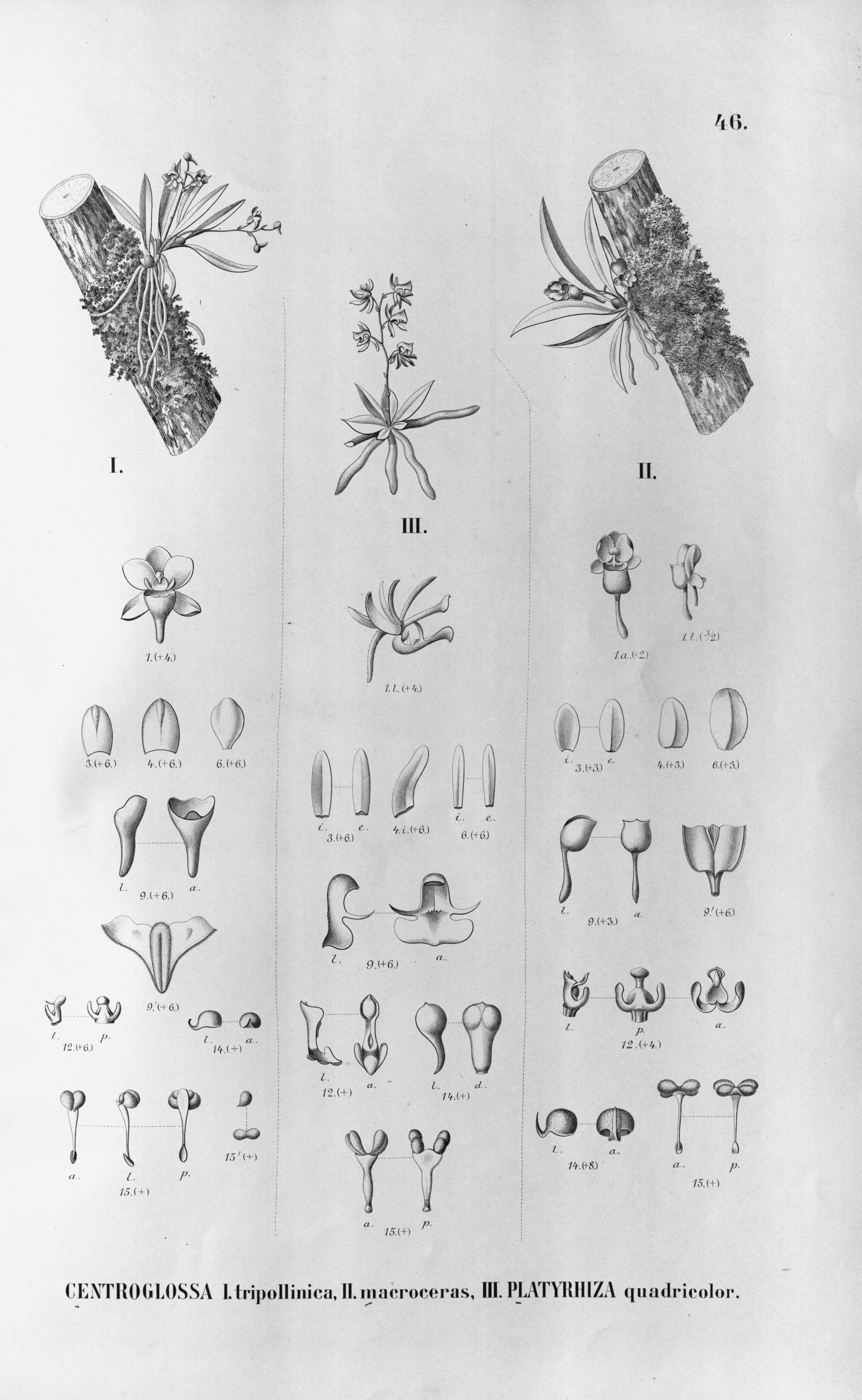